# 成りあがり
『矢沢永吉激論集 成りあがり How to be BIG』（やざわえいきちげきろんしゅう なりあがり）は、矢沢永吉の著書。赤貧の少年時代から執筆当時までを綴った自伝。時代の寵児となる直前の糸井重里が「聞き書き」の形で書き起こした。初版は小学館から1978年7月25日に発売され、1980年11月12日に角川文庫に移り、以降、1989年まで18版を重ね、累計200万部のロングセラーとなっている。

## 出版に当たって
1976年1月8日、矢沢の中野サンプラザ公演を観た『GORO』編集者・島本脩二は、矢沢の最初の印象を「カッコいい人だな」と感じ、先に同誌のグラビアの仕事を矢沢に依頼していた。島本の父親は中小企業の経営者で、本棚に2冊しか本がなく、島本はそれを見て「本に無縁そうな親父も、その2冊は読んだんだな。自分も出版社に勤めているなら、親父みたいな人に読まれる本を作らなきゃダメだ」、「まったく読書をしない人の家に、1冊だけ置いてある本を作りたい」と、矢沢が唾を飛ばしているような、リアルに喋っているような構成にしたいと考えた。そこで短い印象的なフレーズを作るのが上手いコピーライターの起用を思い付く。ファッション雑誌で矢沢の特集があり、糸井重里は当時矢沢の写真を撮っていた稲越功一から誘われ、矢沢のファンレターのような文章を書き、それを島本が見ていた。ワンステップフェスティバル（1974年、福島県郡山市で開催。島本自身も関与）の舞台監督から糸井を紹介され、当時一般には無名だったが広告業界では注目されていた糸井をインタビュアー（構成・編集）に起用した。当時はゴーストライター問題があり、それはカッコ悪いなと思っていた島本は、そうはしたくないと考え、タイトルに『激論集』と入れ、糸井にあとがきも書いてもらう形にした。「成りあがり」というタイトルは、矢沢がインタビュー中にこう喋ったフレーズを糸井が面白がり、島本と二人で決めた。
あまりいい意味の言葉でないため、矢沢の機嫌にいい時を見計らってタイトルを伝えたら、矢沢は一瞬「ウン?」という表情をした後、「いいんじゃないですか」と言った。パソコンも無い時代、糸井が四六時中矢沢に張り付き片っ端から話を聞き、テープを回し続けたりチラシの裏に書いたメモをハサミと糊で切り貼りしたりと、家内制手工業のように作った力作。矢沢の圧倒的な上昇志向に驚いた糸井が、矢沢の息遣いまで聞こえてきそうな独特の矢沢口調に転換し、魂を吹き込む形で構成した。読んでいるうちに、まるで、自分の目の前にいる矢沢がまくし立てているようなイメージが広がってくる。『成りあがり』の魅力は、まずこの文体にある。矢沢も「上っ面のきれいごとだけで、よろしくーってやったら、あの本になってないですよ。やっぱり、もういいよ、うるせーな、おまえ、やかましいんだ、おまえは、っていうぐらいの、訊いちゃいけないようなことをつっこんできたから、ああなったわけで」などと、糸井の取材力を評価している。
当時の週刊誌には「編集スタッフのひとり、ルポライターの糸井重里」と書かれている。
- 矢沢永吉『成りあがり:矢沢永吉激論集』小学館、1978年。ASIN B000J8NW2Q。
- 矢沢永吉『成りあがり:矢沢永吉激論集』角川書店〈角川文庫〉、1980年（原著1978年）。ISBN 4041483018。
- 矢沢永吉(著)、稲越功一(写真)『新装版 矢沢永吉激論集:成りあがり』角川書店、2004年（原著1978年）。ISBN 4041483034。

### 文庫化にあたって
小学館から出版された本書は大ベストセラーとなった。当時小学館には文庫が無かったため、文庫本は小学館の系列会社である集英社から出るものと思われていた。そんなとき、角川書店編集者の見城徹は、社長角川春樹から「『成りあがり』を角川文庫に持ってこれないか」と言われる。業界の常識としては、集英社で文庫化すると決まっているものをひっくり返すことは通常あり得ない。それでも見城は、矢沢永吉の事務所を毎日訪ねてしぶとく交渉を重ねた。そしてついに事務所の社長が根負けする。ただし、角川で文庫化する替わりに映画館の予告編やテレビのスポットで文庫本のコマーシャルを打つことを条件に出される。通常、文庫本でそこまで多額の宣伝広告費をかけることはあり得ない。文庫が50万部売れればペイできるが、50万部を達成できなければ広告費を回収できずに大変な責任問題となる。一抹の不安を抱えながらも、ミリオンセラーを狙える確信に基づき見城は決断する。こうして『成りあがり』は角川文庫から発売され、100万部を超えるベストセラーになった。島本は「かなりいい条件を角川が提示してきた」と話している。

## 評価
多くの人が愛読書として挙げる名著。広島に生まれ、横浜でアマチュアバンドを組み、そして東京へ、全国へとのし上がっていく物語。絵に描いたように分かりやすいサクセスストーリー。島本も「今でも2～3年に一度、『成りあがり』を読み返して、元気をもらうんです」と話す。また糸井も「『成りあがり』は、ぼくの人生を変えた本でもあります。自分がいまも毎日書いている喋り言葉に近い文章のスタイルは『成りあがり』がベースになっているような気がします」などと述べている。またこの仕事の成功で、矢沢から「次のレコードの作詞をやらないか」と誘われ、以降、糸井は作詞家としても成功した。糸井は『広告批評』1980年10月号で「ツッパリという言葉があるでしょう。あれは、人間の能力にはあんまり差はない、というところから出発している。言ってみれば、大風呂敷なんです。大風呂敷のあとで、何とかそれを包みにしなくちゃならないために、時間軸を未来に向けるんですね。矢沢はたえずそうなんです。その思考法みたいなものには僕は凄く影響を受けた」などと述べている。
ロックミュージシャンとしては異例のベストセラーとなり、そのサクセス・ストーリーは社会現象にまで昇華した。本作はアーティストの自伝本のはしりでもあり、今日の矢沢のパブリックイメージは、この書で形づくられたと言っても過言でない。糸井が「レストランのオーナーや、中小企業の経営者の方々がよく読んでくださっているそうです。業界関係なく『自分の腕一本でなんとかしよう』としている人を勇気づける本になったと思います。書いているぼくですら、すごく勇気づけられましたから」などと話すように、アーティストの自伝、タレント本というより自己啓発書に近い。スージー鈴木は「現代のサラリーマンにも刺さる"最強のビジネス書"」などと評価している。

## 関連作品
本作品を原作としたテレビドラマ、漫画は次のようなものがある。
- テレビドラマ『成りあがり』（2002年11月23日、フジテレビ） - TOKIOの松岡昌宏が矢沢を演じた[注 2]
- 江原良道『漫画版 成りあがり』 前編、風雅書房、1993年。ISBN 4894240068。
- 江原良道『漫画版 成りあがり』 後編、風雅書房、1993年。ISBN 4894240122。 - 1993年4月29日に矢沢クラブより発売されたものの改訂版。風雅書房版はカバーの背景色が異なる。
- きたがわ翔、矢沢永吉『成りあがり: 矢沢永吉物語』 1巻、角川グループパブリッシング〈KADOKAWA CHARGE COMICS〉、2008年。ISBN 978-4047250406。
- きたがわ翔、矢沢永吉『成りあがり: 矢沢永吉物語』 2巻、角川グループパブリッシング〈KADOKAWA CHARGE COMICS〉、2008年。ISBN 978-4047250505。
- きたがわ翔、矢沢永吉『成りあがり: 矢沢永吉物語』 3巻、角川グループパブリッシング〈KADOKAWA CHARGE COMICS〉、2009年。ISBN 9784047250581。 - 青年漫画雑誌『コミックチャージ』にて連載された作品。主人公が亡き父の遺品である「成りあがり」を読んでいるという構成。

### アー・ユー・ハッピー?
2001年2月15日に日経BPより発売された書籍。
『成りあがり』の後の半生を記した自伝となる。1990年頃に本書の元となる原稿が、『成りあがり』と同じく糸井重里とのコンビで作られたが、協議のうえで出版が見送られる。2000年に当時のマネージャーが金庫に保管してあった原稿を見つけ、今なら面白いと判断し出版に至った。また、1990年以降の出来事についても記されている。
本書にはオーストラリア34億円横領被害について書かれているが、出版時にはまだ係争中であったため、顛末については書かれていない。本書同封のアンケートハガキを送ると、希望者には判決後に結末が書かれた原稿が送付された。後の文庫本には、その原稿も収録されている。
- 矢沢永吉『アー・ユー・ハッピー?』日経BP、2001年。ISBN 978-4822242152。
- 矢沢永吉『アー・ユー・ハッピー?』角川書店〈角川文庫〉、2004年。ISBN 978-4041483022。